# LP7
LP7とは1996年ごろにルーマニアのウジナ・メカ二カ・クギルSAが国内の警察向けに開発したAKベースの短機関銃である。
主にルーマニア憲兵隊によって使用された。

## 構成
レシーバーとセレクターはAKからそのまま流用しているがその他のパーツは独自で製造されたものである。
グリップはトリガーガードと一体化した独自形状のものが取り付けられている。
レシーバーカバー後端に簡素な50ｍ、100ｍ切り替え可能なフリップアップリアサイトを備えており、フロントサイトはレシーバー前端に直接溶接されている。
ハンドガードはマガジンウェル前方にプラスチック製のものが取り付けられている。
ストックは左側面に折り畳み可能で、バックプレートも水平に折り畳むことができ、若干伸縮調整可能なものが取り付けられている。
マガジンは独自の金属製30連のものを使用する。セレクターはAK同様で上からセーフティ、フルオート。セミオートの順で切り替え可能。
初期型と思われる仕様も存在しており、よりシンプルで伸縮調整機能のない折り畳みストックを備えている。またハンドガードは装備されておらずマガジンを握って射撃する。
2014年の黒海防衛・航空宇宙展示会(略：BSDA)にて改良型が公開されており、レシーバーカバー上部に短いピカティニーレールを備えており対応した光学照準器の取り付けが可能。